# Pieris naganum
Pieris naganum (Moore, 1884), è un lepidottero appartenente alla famiglia Pieridae, diffuso in Asia.

## Descrizione

### Adulto
Nei maschi la parte superiore delle ali anteriori è bianca, con la zona costale dotata di un margine nero fino a circa due terzi della lunghezza; possono essere presenti anche altre macchie discoidali.

Nelle femmine, sull'ala anteriore, il colore di fondo è ancora biancastro, ma le macchie sono molto più pronunciate, e dall'apice si congiungono alla base delle ali, creando bande scure. È quindi presente il fenomeno del dimorfismo sessuale.

La parte superiore delle ali posteriori è uniforme nei maschi, con colorazione bianca o bianco-giallastra; nelle femmine, invece, può essere uniformemente gialla o di colore bianco ma presentare macchie scure lungo i margini.
L'apertura alare è di circa 5,4 cm.

## Distribuzione e habitat
L'areale si estende su Cina, Indocina e Taiwan.

## Biologia

### Alimentazione
I bruchi della sottospecie Pieris naganum karumii parassitano le foglie di Bretschneidera sinensis (fam. Sapindaceae).

## Tassonomia
Ad oggi la specie viene suddivisa in 4 sottospecie, con differente areale:
- Pieris naganum naganum (Moore, 1884) (Catena dei Naga, Assam, Myanmar settentrionale)
- Pieris naganum cisseis Leech, 1890 (Cina: Guangxi, Guangdong, Sichuan, Hainan, Houpe, Tsekiang, Honan, Fukien)
- Pieris naganum karumii Ikeda, 1937 (Taiwan)
- Pieris naganum pamsi Vitalis de Salvaza (Laos e Vietnam settentrionale)